# Izabela Lojna
Izabela Lojna (* 11. Mai 1992 in Pula) ist eine kroatische Fußballspielerin. Seit 2010 gehört sie dem ŽNK Osijek im Seniorinnenbereich und auch der A-Nationalmannschaft an.

## Karriere

### Vereine
In Pula während der Jugoslawienkriege geboren, wuchs Lojna in Otok unweit von Vinkovci in Region Slawonien auf. Der ortsansässige Verein NK Otok wurde ihr erster Verein, nachdem sie den Sport in den Schulferien gemeinsam mit Jungen aus der Nachbarschaft ausübte und diese sich für sie beim Trainer des Vereins einsetzten. Nach einem halben Jahr begab sie sich nach Ivankovo und spielte dort drei Jahre lang für die weibliche Jugend des ŽNK Ivankovo, danach eine Saison lang für die Juniorinnen des ŽNK Osijek. Zur Saison 2010/11 in die erste Mannschaft aufgerückt und zunächst am Training teilnehmend, debütierte sie schließlich zum Saisonstart am 28. August 2011 beim 18:0-Sieg (!) im Heimspiel gegen die Frauenfußballmannschaft von Hajduk Split und erzielte mit dem Treffer zum 5:0 in der 14. Minute sogleich ihr erstes Tor. Am 11. und 18. Mai 2014 (17. und 18. Spieltag) gelangen ihr jeweils sechs Tore im Punktspielbetrieb. Es war die Saison, in der sie in 19 Punktspielen 42 Tore erzielte. Am 7. November 2015 (7. Spieltag) gelangen ihr beim 10:0-Sieg im Auswärtsspiel gegen den ŽNK Katarina Zrinski gar sieben Tore, wie auch am 13. Februar 2021 (9. Spieltag) beim 27:0-Sieg im Heimspiel gegen den MNK Siscia-Sisak. Mit ihrer Mannschaft, dominierend in der Liga, gewann sie bisher elf Meistertitel und sieben Erfolge im nationalen Pokalwettbewerb.

### Nationalmannschaft
Als Nationalspielerin für den HNS bestritt Lojna zunächst sieben Länderspiele für die U19-Nationalmannschaft, beginnend am 19. August 2009 in Slavonski Brod im Freundschaftsspiel gegen die U19-Nationalmannschaft von Bosnien und Herzegowina und letztmals am 5. April 2011 im letzten von sechs EM-Qualifikationsspielen, bei der 1:2-Niederlage gegen die U19-Nationalmannschaft Portugals in Umag.
Für die A-Nationalmannschaft debütierte sie am 9. Mai 2010 in Vrbovec bei der 1:2-Niederlage gegen die Nationalmannschaft Serbiens im sechsten Spiel der WM-Qualifikationsgruppe 1. In den nachfolgenden vier und die Gruppe abschließenden Qualifikationsspielen wurde sie ebenfalls berücksichtigt. Für die angestrebte Teilnahme an der Weltmeisterschaft 2015, 2019 und 2023 kam sie in neun von zehn Qualifikationsspielen der Gruppe 1, in fünf von zehn Qualifikationsspielen der Gruppe 4 und in vier von zehn Qualifikationsspielen der Gruppe G zum Einsatz; fünf Tore gelangen ihr insgesamt dabei.
In den Qualifikationen für die Teilnahmen an den Europameisterschaften 2013, 2017, 2022 und 2025 wurde sie in insgesamt 26 Spielen eingesetzt, in den sie vier Tore erzielte.
Des Weiteren kam sie in sechs Spielen der Gruppe B2 und im Ausscheidungsrückspiel bei der 0:5-Niederlage gegen die im Wettbewerb um die Nationalmannschaft Norwegens im Wettbewerb der Nations-League sowie in 13 in Freundschaft ausgetragenen Länderspielen zum Einsatz, in denen ihr nur am 12. Juni 2021 in Krško bei der 1:4-Niederlage gegen die Nationalmannschaft Sloweniens mit der Führungstreffer zum 1:0 in der neunten Minute ein Tor gelang.
Ferner nahm sie mit ihrer Mannschaft in den Jahren 2013, 2015 und 2016 am Turnier um den Slavic- bzw. Istrien-Cup in insgesamt acht, 2019 im Turnier um den Kroatien-Cup und auch im Vier-Nationen-Turnier in Wuhan (1 Tor) in jeweils zwei, in den Jahren 2020 (2 Tore) und 2023 im Turnier um den Zypern-Cup in insgesamt fünf Spielen zum Einsatz.

## Erfolge
- Kroatischer Meister 2011, 2012, 2013, 2014, 2015, 2016, 2017, 2018, 2021, 2023, 2024
- Kroatischer Pokal-Sieger 2011, 2012, 2013, 2014, 2015, 2016, 2017